# 多奈部聖士
多奈部聖士（たなべ せいじ、1976年7月7日 － ）はプロキーボーディスト、ベーシスト。現：ナショヲナル・キーボード担当。島根県安来市出身。キャットミュージックカレッジ専門学校卒業。本名、田部聖士（読み同じ）。血液型はO型。

## 人物
- 実家は眼鏡店。
- ニックネームはせいちゃん。
- 好きな漫画家は手塚治虫、つげ義春、諸星大二郎、丸尾末広、江口寿史。
- 使用機材はヤマハW7、ローランドFantom X6。
- ベース、ギター、キーボード、シーケンサー・プログラミング以外にもドラムの経験もあり、マルチプレイヤーとしての呼び声も高い。

## 来歴
小学校5年生のとき、クラシック・ギターを始め、中学生の時、小室哲哉の「天と地と」にショックを受け、ヤマハのシンセサイザーEOS B500を購入し、打ち込みとキーボードを始める。16歳からバンド活動を始め、テクノバンド「CR-3」やTMNのコピーバンド「if-ART」を結成し、各種コンテストを受ける。中でも、『CR-3』在籍中にYAMAHA　TEENS' MUSIC FESTIVALにおいて予選に勝ち抜き島根県代表として、中国ブロック大会(広島メルパルクホール)に出場。県予選大会では『ベストキーボーディスト賞』を受賞する。
多奈部が影響を受けたミュージシャンは小室哲哉以外に、坂本龍一、槇原敬之、岡村靖幸も挙げられるが、テクノやポップスに影響される傍ら大のパンクロックファンであり、尊敬するアーティストに、シド・ヴィシャス、遠藤ミチロウ、田口トモロヲなどを挙げている。
高校卒業後、大阪のキャットミュージックカレッジ専門学校にてシーケンサーのプログラミングを学び、卒業後はロリータポップとテクノを融合させた「アトムKISSスペースファンタジー」を結成し、ギターと打ち込みを担当。大阪ミナミの道具屋筋のよさこいテーマソング製作、FM802の日立のラジオCM曲の製作を担当する。
1999年秋から2000年秋まで1年間、JASRACの契約取扱委託員として大阪府下のスナック、カラオケ喫茶を廻り、著作権手続きの督促を行っていた経歴がある。
2003年5月にギターロックバンド「Multi Colored Vox」にベーシストとして加入。
翌年2004年アンダーフラワーレコードよりデビュー。2枚のミニアルバムをリリース。同年12月31日をもって脱退。
2005年に単身上京、元リリックスのボーカル、俵田ジュンらと「シュガーパニック」を結成し、本職であるキーボーディストとして参加する。その後、元サンプリング・サンのドラム、カワサキプロ加入をきっかけに2007年10月、シュガーパニックからナショヲナルと改名し、都内を拠点に東名阪にて精力的なライブ活動、CDリリース活動をまだ行っている。